# Andy Melville
Andrew Roger Melville (Swansea, 29 de novembro de 1968) é um ex-futebolista galês que atuou como zagueiro.
Inicialmente, era meio-campista, porém foi recuado para a zaga, função que exerceria até o final da carreira. Pelo País de Gales, é o décimo-primeiro jogador que mais defendeu a seleção, com 65 jogos entre 1989 e 2004.

## Clubes
Melville iniciou a carreira profissional em 1986, aos 17 anos de idade, no Swansea City. Até 1990, disputou 175 partidas e fez 22 gols. Posteriormente jogaria no Oxford United até 1993 (135 jogos e 13 gols), quando assinou com o Sunderland, clube que defenderia durante 6 temporadas - em 1998, teve uma rápida passagem por empréstimo no Bradford City (6 partidas e um gol). Nos Cats, o zagueiro entrou em campo 204 vezes e balançou as redes adversárias 14 vezes.
Entre 1999 e 2004, defendeu o Fulham, chegando inclusive a ser o capitão do time por 3 anos, depois da lesão que causou a aposentadoria forçada de Chris Coleman, seu ex-companheiro de zaga no Swansea City, devido a um acidente de carro. Após 153 jogos e 4 gols, Melville jogaria ainda por West Ham e Nottingham Forest, onde encerraria a carreira de jogador em 2005.

## Seleção Galesa
A estreia do zagueiro por Gales foi em novembro de 1989, contra a Alemanha Ocidental, quando ainda era jogador do Swansea City. Entretanto, não conseguiu classificar-se para nenhum campeonato, com o selecionado tendo disputado apenas a Copa de 1958 (até a classificação para a Eurocopa de 2016, este foi o único torneio importante disputado pela seleção).
Depois de uma fraca campanha na tentativa de se classificar para a Copa de 1990 (foi lanterna de seu grupo), Gales ficou a um passo de classificar-se para o mundial de 1994, dependendo de uma vitória em casa na última rodada, contra os romenos. Porém, Melville e seus companheiros não evitaram a derrota por 1–2. A equipe também estivera perto de jogar a Eurocopa de 1992, ficando um ponto atrás dos classificados alemães.
Seu último jogo internacional foi em setembro de 2004, contra o Azerbaijão. No total, foram 65 partidas e 3 gols.

## Títulos
Fulham
- Taça Intertoto da UEFA: 2002